# Temple Wanfu
Le temple Wanfu (chinois simplifié : 万福寺 ; chinois traditionnel : 萬福寺 ; pinyin : wànfú sì) se trouve sur le mont Huangbo dans la ville-district de Fuqing, ville-préfecture de Fuzhou,  province du Fujian en République populaire de Chine. Il est connu pour être le temple original de Yinyuan Longqi (en), trente-troisième abbé du temple et maître Chan, qui s'est rendu au Japon en 1654 en compagnie, entre autres, de son disciple Muyan (en) pour fonder l'école du bouddhisme zen japonaise Ōbaku. 
Mampuku-ji, temple principal de l'école japonaise Ōbaku, tire son nom de ce temple.